# Darío Fabbro
Darío Raúl Fabbro (General Deheza, Córdoba, 11 de marzo de 1976) es un exfutbolista y actual empresario argentino. Jugó como delantero y se retiró en 2007 en el Club Deportivo Platense, de la Liga Nacional de Honduras.

## Trayectoria
Nacido en la localidad cordobesa de General Deheza, hizo las formativas en Huracán y llevó a debutar a los 17 años teniendo recién continuidad desde los 19 años en la Primera de Huracán (ante Banfield, el 19 de junio de 1995) actuando como número 10 y dando indicios de buena técnica.
Tuvo un fugaz paso por el Barcelona B de España y regresó ni bien terminó el préstamo, estuvo en la misma generación de Puyol, Xavi y algunos más.
A su regreso de España, jugó algunos partidos más en la Primera de Huracán. En la reestructuración del club previo al descenso en el año 1998, dejó el club donde se inició. 
Almagro lo tuvo en su histórico rejunte por un año, en la temporada 1998/1999 pero no duró mucho ya que otro conjunto del Nacional B, Godoy Cruz de Mendoza, lo contrató para la temporada 1999/2000, donde tuvo una buena temporada.
Luego de ello tuvo un paso por el Emelec de Ecuador (2000/01), donde fue suplente, pero se coronó Campeón de Ecuador, otro por el Deportes Concepción de Chile (2002/03), estuvo en Corea en el Samsung Blue Wings y Bulgaria en el Litex Lovech, donde disputó la Copa UEFA.
También en Estados Unidos con los colores de Kansas City Wizards (2004/05) y New England Revolution (2006) 
En 2007 emigró a China, al Club Quindao
Luego de dos temporadas en la Primera B en Temperley pasó al Platense de Honduras por dos temporadas para luego poner fin a su carrera como futbolista y dedicarse a la representación de jugadores de Futbol.

## Retiro
Luego de poner fin a su carrera se dedicó a ser representante de jugadores, siendo ya representante de su hermano desde el 2007, cuando este recaló en Guaraní, Cerro y luego River Plate. Posteriormente, representó a otros jugadores así también se le atribuye la gestión del amistoso Olimpia vs. Cerro Porteño en Buenos Aires.

## Clubes
| Club                   | País           | Año       | Partidos | Goles |
| ---------------------- | -------------- | --------- | -------- | ----- |
| Huracán                | Argentina      | 1993-1997 | 22       | 2     |
| Almagro                | Argentina      | 1997-1999 | 8        | 7     |
| Godoy Cruz             | Argentina      | 1999-2000 | 23       | 8     |
| Emelec                 | Ecuador        | 2000-2001 | 24       | 6     |
| Deportes Concepción    | Chile          | 2002-2003 | 16       | 8     |
| Kansas City Wizards    | Estados Unidos | 2004-2005 | 35       | 14    |
| New England Revolution | Estados Unidos | 2006      | 15       | 6     |
| Temperley              | Argentina      | 2007-2008 | 15       | 5     |
| Platense               | Honduras       | 2009-2010 | 6        | 4     |

## Palmarés

### Campeonatos nacionales
| Título                 | Club   | País    | Año  |
| ---------------------- | ------ | ------- | ---- |
| Campeonato Ecuatoriano | Emelec | Ecuador | 2001 |